# 고성 북평리 찰피나무
고성 북평리 찰피나무(固城 北坪里 찰피나무)는 대한민국 경상남도 고성군 개천면 북평리에 있는 찰피나무이다. 1986년 8월 6일 경상남도의 기념물 제82호로 지정되었다.

## 개요
찰피나무는 피나무과에 속하는 나무로 열매는 염주를 만드는데 쓰이며, 불교에서는 보리수라 부른다. 추위와 공해에는 강하지만 건조한 기후에는 잘 견디지 못해 서울·수원 등지에서 자라고 있다. 나무의 형태가 아름답고, 잎의 질감과 색깔이 독특하며, 여름에 피는 꽃은 낭만적일 뿐만 아니라 공해에도 강해 도심지의 가로수·공원수·생태공원에 좋다.
북평리의 찰피나무는 높이 약 15m, 둘레 2.18m에 달하고 있어 나이는 250년 정도로 추정하고 있다. 나무 앞에는 옛날부터 스님들이 앉아서 참선 수도하던 넙적한 돌들이 놓여 있는데, 하도 오랫동안 사용해서 스님들이 앉았던 자리가 움푹 파여 빗물이 고일 정도이다. 불교에서는 흔히 찰피나무를 보리수라 하여 귀하게 여기고 있으나, 석가모니가 도를 닦고 진리를 깨우쳤던 동인도 지역의 보리수와는 전혀 다른 종류의 나무이다.

## 같이 보기
- 찰피나무

## 참고 문헌
- 고성북평리찰피나무 - 국가유산청 국가유산포털